# Federacja Caecilianum
Federacja Caecilianum (do listopada 2008 roku: Związek Chórów Kościelnych Caecilianum) – ogólnopolska organizacja zrzeszająca chóry nastawione na piękno muzyki w liturgii.

## Historia
Historia organizacji cecyliańskich sięga wieku XVI, kiedy Giovanni Pierluigi da Palestrina zorganizował w Rzymie związek służący muzyce kościelnej, zatwierdzony przez papieża Grzegorza XIII.
W 1884 roku idee ruchu cecyliańskiego próbował w Polsce wprowadzić ks. Józef Surzyński. W 1950 roku działający Związek Chórów Kościelnych został rozwiązany.
Caecilianum działa w Polsce od roku 1994.
Od listopada 2008 r. stowarzyszenie nosi nazwę Federacja Caecilianum.

## Cele
Celem związku jest zwrócenia większej uwagi na rodzaj i jakość śpiewu wykonywanego podczas liturgii.

## Działalność
Związek organizuje seminaria i warsztaty dla dyrygentów i chórzystów, a także przeglądy i konkursy muzyki chóralnej.
- Ogólnopolski Konkurs Chórów „Ars Liturgica” w Toruniu
- Ogólnopolski Konkurs Pieśni Pasyjnej w Bydgoszczy
- Ogólnopolski Konkurs Chórów Kościelnych „Caecilianum” w Warszawie
- Festiwal Chóralny „Cantate Domino” w Krakowie

## Oddziały
- I Oddział Warszawa
- II Oddział Poznań
- III Oddział Bydgoszcz
- IV Oddział Kraków